# Trofeo Ciudad de Motril
El  Trofeo Ciudad de Motril , es un Torneo amistoso de verano, que se disputa en la ciudad de Motril, perteneciente a la provincia de Granada y dentro de la Comunidad Autónoma de Andalucía (España).
El Trofeo se viene disputando desde 1970 organizado por el Ayuntamiento de la ciudad y el club local, CD Motril desde 1969 hasta 1984, Motril CF desde 1984 hasta 2012, y desde 2012 el nuevo club CF Motril. Los partidos se disputan en el  Estadio Escribano Castilla.
El Torneo no se disputó por motivos de fuerza mayor, las ediciones de 1981, 1984, 1991, 1992, 1997, 2012, 2016, 2017, 2020, 2023 y 2024.

## Palmarés
| Año  | Edición | Campeón                        | Resultado  | Subcampeón                              |
| ---- | ------- | ------------------------------ | ---------- | --------------------------------------- |
| 1970 | I       | Real Club Recreativo de Huelva | 4-1        | CD Motril                               |
| 1971 | II      | Real Club Recreativo de Huelva | 3-0        | Recreativo Granada                      |
| 1972 | III     | Linares CF                     | 2-1        | CD Antequerano                          |
| 1973 | IV      | CS Deportes Concepción         | 2-1        | AD Almería                              |
| 1974 | V       | CD Motril                      | triangular | Atlético de Marbella Recreativo Granada |
| 1975 | VI      | CD Motril                      | triangular | Real Jaén CF CD Veleño                  |
| 1976 | VII     | CD Motril                      | triangular | Recreativo Granada CD Veleño            |
| 1977 | VIII    | Córdoba CF                     | trinagular | CD Motril Granada CF                    |
| 1978 | IX      | Granada CF                     | triangular | CD Motril CD Veleño                     |
| 1979 | X       | Real Jaén CF                   | 2-1        | CD Motril                               |
| 1980 | XI      | CD Motril                      | triangular | Cádiz CF CD Baza                        |
| 1982 | XII     | Atlético Madrileño             | triangular | CD Antequerano Atlético Motrileño       |
| 1983 | XIII    | CD Motril                      | triangular | CP Almería Atlético La Zubia            |
| 1985 | XIV     | CD Baza                        | triangular | CD Motril Atlético Malagueño            |
| 1986 | XV      | Motril CF                      | triangular | CP Almería Almuñécar CF                 |
| 1987 | XVI     | Motril CF                      | triangular | Vélez CF Granada 74 CF                  |
| 1988 | XVII    | Motril CF                      | triangular | UD Melilla Atlético de Ceuta            |
| 1989 | XVIII   | Motril CF                      | triangukar | CD Nerja CD Almuñécar                   |
| 1990 | XIX     | Motril CF                      | triangular | UD Maracena Granada 74 CF               |
| 1993 | XX      | AD Adra                        | triangular | Motril CF CD Almuñécar                  |
| 1994 | XXI     | Motril CF                      | triangular | CD Almuñécar Atlético salobreña         |
| 1995 | XXII    | CD Nerja                       | triangular | Motril CF Mogreb At. Tetuán             |
| 1996 | XXIII   | CP Villarrobledo               | 0-0 (pen)  | Motril CF                               |
| 1998 | XXIV    | Motril CF                      | 1-0        | Albacete Balompié                       |
| 1999 | XXV     | Motril CF                      | 2-1        | Real Madrid B                           |
| 2000 | XXVI    | Motril CF                      | 5-1        | Auto Esporte Clube                      |
| 2001 | XXVII   | Real Jaén CF                   | 1-1 (pen)  | Motril CF                               |
| 2002 | XXVIII  | Motril CF                      | 1-0        | Granada CF                              |
| 2003 | XXIX    | Málaga CF B                    | 0-0 (pen)  | Motril CF                               |
| 2004 | XXX     | Motril CF                      | 0-0 (pen)  | CP Ejido                                |
| 2005 | XXXI    | CP Ejido                       | 1-0        | Motril CF                               |
| 2006 | XXXII   | Motril CF                      | 2-0        | Granada CF                              |
| 2007 | XXXIII  | Real Jaén CF                   | 1-0        | Motril CF                               |
| 2008 | XXXIV   | Real Club Recreativo de Huelva | 4-1        | Motril CF                               |
| 2009 | XXXV    | Granada CF                     | 2-1        | Motril CF                               |
| 2010 | XXVI    | UD Almería B                   | 2-0        | Motril CF                               |
| 2011 | XXVII   | Unión Estepona CF              | 2-1        | Motril CF                               |
| 2013 | XXXVIII | Recreativo Granada             | 3-1        | CD Motril Atlético                      |
| 2014 | XXXIX   | UD San Sebastián de los Reyes  | 4-0        | CD Motril Atlético                      |
| 2015 | XL      | CF Motril                      | 2-0        | Britannia XI FC                         |
| 2018 | XLI     | CD El Ejido 2012               | 1-0        | CF Motril                               |
| 2019 | XLII    | CF Motril                      | 10-1       | Guadix CF                               |
| 2021 | XLIII   | Recreativo Granada             | 3-0        | CF Motril                               |
| 2022 | XLIV    | CF Motril                      | 0-0 (pen)  | Recreativo Granada                      |

## Campeones
| Equipo                            | Títulos | Ediciones |
| --------------------------------- | ------- | --- |
| CD Motrill, Motril CF y CF Motril | 18      | 1974, 1975, 1976, 1980, 1983, 1986, 1987, 1989, 1990, 1994, 1998, 1999, 2000, 2002, 2004, 2006, 2015, 2019. 2022 |
| Real Club Recreativo de Huelva    | 3       | 1970, 1971, 2008                                                                                                 |
| Real Jaén CF                      | 3       | 1979, 2001, 2007                                                                                                 |
| Granada CF                        | 2       | 1978, 2009 |
| Recreativo Granada                | 2       | 2013, 2021 |
| Linares CF                        | 1       | 1972 |
| CS Deportes Concepción            | 1       | 1973 |
| Córdoba CF                        | 1       | 1977 |
| Atlético Madrileño                | 1       | 1982 |
| CD Baza                           | 1       | 1985 |
| UD Ceuta                          | 1       | 1988 |
| AD Adra                           | 1       | 1993 |
| CD Nerja                          | 1       | 1995 |
| CP Villarrobledo                  | 1       | 1996 |
| Málaga CF B                       | 1       | 2003 |
| Poli Ejido                        | 1       | 2005 |
| UD Almería B                      | 1       | 2010 |
| Unión Estepona CF                 | 1       | 2011 |
| UD San Sebastián de los Reyes     | 1       | 2014 |
| CD El Ejido 2012                  | 1       | 2018 |